# Jean François Jérôme Jaubert
Jean François Jérôme Jaubert est un homme politique français né le 25 juin 1765 à Passa (Pyrénées-Orientales) et décédé à une date inconnue.
Homme de loi à Céret, il est avocat en 1785, procureur de la commune en 1791 puis maire en 1792. Il est ensuite juge, président du canton et procureur impérial. Il est député des Pyrénées-Orientales en 1815, pendant les Cent-Jours.

## Sources
- « Jean François Jérôme Jaubert », dans Adolphe Robert et Gaston Cougny, Dictionnaire des parlementaires français, Edgar Bourloton, 1889-1891 [détail de l’édition]